# Maria Clara Salgado Rufino
Maria Clara Salgado Rufino (Rio de Janeiro, 6 mei 1983) is een Braziliaans volleybalspeler. Ze speelde vanaf 2003 samen met haar zus Carol beachvolleybal, waarmee ze tot de kwartfinale kwam op het WK in 2007.

## Privéleven
De moeder van Salgado Rufino, Isabel Salgado, was ook volleybalspeelster. Haar broer Pedro Solberg Salgado en haar zus Carol Solberg spelen ook volleybal.